# Leibniz-medaille
De Leibniz-medaille  werd in januari 1906 opgericht door de Pruisische Academie van Wetenschappen "als eer voor bijzondere prestaties in het promoten van de taken van de Academie". Vanaf 1907 vond er jaarlijks een ceremonie plaats op Leibnizdag (1 juli), de geboortedag van Gottfried Wilhelm Leibniz, de persoon die de academie opgericht heeft. Er werd zowel een zilveren als een gouden medaille gegeven.
Vanaf 1946 werd de prijs uitgereikt door de Duitse Academie van Wetenschappen in Berlijn, en in 1994 nam de Berlijn-Brandenburgse Acedemie het uitgeven van de prijs over.